# Europsko istraživanje vrjednota
Europsko istraživanje vrednota ( European Values Study, EVS) je međunarodni znanstvenoistraživački projekt koji su 1969. pokrenuli prof. dr. Jan Kerkhofs s Katoličkog sveučilišta u Louvenu (Belgija) i prof. dr. Ruud de Moor s Tilburškog sveučilišta (Nizozemska). Četiri su vala istraživanja sprovedena do danas: 1981., 1990., 1999./2000. i 2008. godine, od čega je Hrvatska sudjelovala u trećem i četvrtom valu a u projekt se uključila preko Katoličkoga bogoslovnog fakulteta Sveučilišta u Zagrebu. U EVS-2008 sudjelovalo je 47 europskih zemalja, koje ukupno čine 800.000.000 ljudi u Europi: unutar Europske unije i izvan nje. Voditelj EVS-a za Hrvatsku je prof. dr. sc. Josip Baloban od 1999. godine. U Hrvatskoj ovaj međunarodni Projekt od samog početka financira Ministarstvo znanosti, obrazovanja i športa RH. Europsko istraživanje vrednota se u svojoj osnovnoj koncepciji fokusira na osnovne vrednote u vrlo važnim sferama čovjekovog osobnog, obiteljskog i društvenog života, pa se sukladno tome istražuju religija i moral, društvo i politika, brak i obitelj, uloga spolova, rad i slobodno vrijeme, prijatelji, seksualnost, solidarnost i naobrazba. Europsko istraživanje vrednosta je model interdisciplinarne  suradnje znanstvenika iz humanističko-društvenog područja Sveučilišta u Zagrebu, ali i šire: teologa, sociologa, politologa i psihologa. Do danas su hrvatski istraživači na tom Projektu objavili 2005. studiju na hrvatskom i engleskom jeziku te su izašli tematski brojevi Bogoslovske smotre i jedan tematski broj Društvenih istraživanja.